# Aurea caea
Aurea caea är en fjärilsart som beskrevs av William Chapman Hewitson 1863. Aurea caea ingår i släktet Aurea och familjen juvelvingar. Inga underarter finns listade i Catalogue of Life.